# Гардеробът
„Гардеробът“ е български телевизионен игрален филм (комедия, фантастика) от 1972 година на режисьора Георги Дюлгеров, по сценарий на Станислав Стратиев. Оператор е Георги Ангелов. Музиката във филма е композирана от Божидар Петков. Художник е Георги Тодоров.
Филм-притча за обезличаването на човека, станал роб на вещите.

## Сюжет
25-годишният Филип Трифонов с главна роля в историята за Говорещия гардероб, който иска да налага ред навсякъде и във всичко - дори в интимните отношения! Игралният телевизионен филм „Гардеробът” се излъчва през 1972 година, когато само чрез езоповския език може да се разказва за реалността.

## Актьорски състав
| Роля                | Изпълнител      |
| ------------------- | --------------- |
| Камелия             | Роз-Мари де Мео |
| Радослав - „Славчо“ | Филип Трифонов  |
| доцентът            | Ицхак Финци     |
| гласът на гардероба | Васил Михайлов  |